# Skyland
Skyland (título completo en francés: "Skyland, Le nouveau Monde"), es una serie animada de televisión realizada en 3D por una asociación de empresas de Francia, Canadá y Luxemburgo para canales internacionales. La serie es producida por Method Films de París y 9 story Entertainment de Toronto. En España y México la serie se emitió en Nickelodeon y se puede ver en Filmin.

## Argumento
En el año 2251, la Tierra es muy distinta a como se conoce: el planeta se ha fragmentado y ahora está dividido en multitud de bloques que orbitan independientes en torno a un núcleo. Un gobierno de tiranos, conocido como la Esfera, tiene el poder; que ha conseguido controlando el bien más preciado y escaso: el agua. La Esfera tiene un ejército de Guardianes, soldados de élite entrenados desde niños y liderados por Oslo. Pero la resistencia a la tiranía de la Esfera pronto surgirá apoyada por los piratas, que van robando agua de bloque en bloque. La Resistencia estaba liderada por Marcus, un pirata, y Mila, una poderosa seijin (una forma humana más evolucionada que posee habilidades especiales como la telepatía o la telekinesia). Pero algo salió mal y Marcus desapareció, dejando a Mila y a sus hijos Lena, una seijin como su madre, y Mahad. Durante varios años han vivido escondidos, hasta que la Esfera les localiza y captura a Mila. Mahad y Lena entonces tendrán que esconderse junto a los piratas y luchar por salvar a su madre.

## Personajes

### Hermanos
Lena
Inteligente, razonable, tranquila pero decidida, impetuosa. Cuando alguien que ama está peligro, Lena es un muy madura, y formidable, ella alterna entre jugar sin preocupaciones con total determinación. Lena es un seijin poderosa, que según Oslo es la Dama de la luz de la profecía. Ella tiene el poder de telekinessis y telepatía, así como otras habilidades como la alimentación de energía y la creación de tornillos y bolas de energía. Incluso puede hacer levitar a sí misma a grandes alturas, como se ha visto durante una batalla aérea con Diwan en el episodio del Corazón de la Arena. Está empezando a controlar su telekinesis, pero se cansa con rapidez, además tiene poco control sobre su telepatía.
Mahad
Mahad está lleno de vida, amable, encantador y aventurero. Cuando era más joven, siempre estaba triste porque no tenía un padre y su madre se parecía mucho a Lena. En la escuela de pilotos, siempre estaba en detención, debido a que hace movimientos extremos en el simulador. Aunque no es un seijin, su objetivo es liberar a su madre. Aunque joven, Mahad es inigualable como piloto de la nave de su padre, el Hyperion, y después de él, es el mejor piloto de todo Skyland. El trata de convencer a Dahlia que él es el hombre para ella. Tiene una enorme autoconfianza. Su arma de elección es su boomerang.

## Contenido de la obra

### Tecnología
- Cielo azul (Blue Sky)

Un sistema de defensa creado por Vector para ocultar Puerto Ángel y los barcos piratas de la vista y el radar. Gracias a este dispositivo, Cortés y los piratas pueden llevar a cabo allanamientos sin miedo. Sin embargo, la Esfera quiere desactivar el sistema para engañar a los piratas, donde logran obtener los recuerdos de Mila.
- Brigadieres (Brigadiers)

Robots encargados de hacer cumplir las órdenes de la Esfera. Ellos se consideran obras maestras tecnológicas con mentalidad, sin embargo, a pesar de su complejidad, su precisión parece ser terrible, y pueden ser destruidos fácilmente.
- Brigadieres Alfa (Alpha Brigadiers)

Fueron creados usando la energía seijin extraída de Mila, son robots con poderes seijin y son prácticamente indestructibles. Ellos simplemente están construidos y se mueven como los Guardianes.
- Saint Nazaire

Insignia actual de los piratas. Se asemeja a un crucero de altura y tiene alas retráctiles. Los Mosquitos pueden ser lanzados desde el vientre de la nave y el Hyperion puede estar en frente del puente. Un cañón de doble está en la parte posterior del puente y una horizontal en la parte inferior del frente. Una sala de estar se encuentra en la parte posterior. Otro modelo de diseño de Saint Nazaire es la Calisto, que fue destruido para evitar que caigan en manos de la Esfera.
- Calisto

Una réplica exacta de la de Saint Nazaire. Fueron construidas al mismo tiempo. El de Saint Nazaire fue dado a Cortés, mientras que el Calisto era de su hermano, Christophe. Después de ser liberado de las barreras de hielo por su "gemelo", el Calisto estaba rodeado por una patrulla S-22. Lamentablemente, Christophe destruyó el Calisto para que el Saint Nazaire escapara.
- Patrulla S-22 (Patroller S-22)

Buque patrulla de la Esfera. Los seres humanos rara vez se ven flotando en ellas, sino que son mayormente utilizados por los generales de brigada. Pueden llevar hasta 6 brigadieres. Los Guardianes enarbolan su propio personal. Cada patrullero está equipado con un transpondedor de navegación cifrado, uno de los cuales fue robado por un amigo de Mahad, Shoomday, de modo que Mahad y Lena encontraron Kharzem.
- Mosquitos

Barcos de lucha de los piratas. Se puede lanzar desde el vientre de la de Saint Nazaire. Estas pequeñas naves se utilizan para las carreras y en un episodio Mahad vuela uno.
- Hyperion

Avión de combate de Marcus Farrell. Solía ser un prototipo creado por la Esfera, que lo robó y modificó. La dejó en su última base para su hijo Mahad. Está propulsado por dos motores de estribor y babor. Armas de fuego y torpedos se colocan en la parte delantera de los motores. La embarcación dispone de dos entradas, una para la cabina, otra de estación de reparación y una escotilla a las partes bajas de la nave. El asiento del copiloto puede ir a la sección inferior. Un Mosquito se puede conectar a su vientre. La forma de Hyperion consta de un cuerpo principal, con la cabina que se extiende desde la parte superior trasera, los motores que figuran en dos góndolas separadas a ambos lados del cuerpo principal. El Hyperion fue destruida en Karzhem cuando uno de los bloques lo aplastó.
- Sala de luz (Light chamber)

Un dispositivo cilíndrico diseñado para aumentar temporalmente las competencias de un seijin. Oslo hace amplio uso del dispositivo para otorgarse un poder ilimitado.
- Mogura

Una araña robótica diseñada para detectar, tratar y almacenar el agua para la Esfera. Uno de los primeros prototipos se convirtió en una amenaza grave cuando ya no podían encontrar agua para la cosecha, ya que no había sido programado para apagarse en ese caso. Dado que el 75% del cuerpo humano está compuesto de agua, quería perforar a los seres humanos por el agua como bien. La Esfera tuvo que abandonar la estación de la minería, dejando toda el agua almacenada atrás. Los piratas lo derrotaron gracias a Cheng, y fueron capaces de tomar el agua de la estación. Sin embargo, la Mogura regresó y comenzó a golpear en la sala de Saint Nazaire, pero Lena usó sus poderes para obligarla a que fuera al vacío.
- Monolito (Monolith)*

El buque insignia y el hogar de Oslo. Es el mayor buque de Esfera que se muestra, equipado con la tecnología más avanzada. También contiene una sala de luz secreta de Oslo, donde puede aumentar su poder. Está armado con un arma de rayos. El Monolito fue destruido por Lena en Kharzem, matando a todos a bordo.
- Portador de agua de la Esfera (Sphere water carrier)

Un buque de transporte para agua. Está equipado con armas pesadas. El transportista puede contener un máximo de dos patrulleros S-22 en su percha. Un transportista ha demostrado ser vigilado por las minas. Mientras que son blanco frecuente de los piratas, rara vez se muestra en gran detalle.

### Lugares
- Prisión De Kharzem (Kharzem Prison)

La prisión más segura de Skyland, donde están los delincuentes peligrosos. Nadie sabe exactamente donde está, aparte de unos pocos miembros de la Esfera. Nadie puede encontrarla exactamente porque constantemente cambia de posición. Sin embargo, en el Hyperion había un mapa para Kharzem, dondequiera que se encontrase. En apariencia, se ve como un grupo de cubos, cada cubo cambiando su posición. Hay espacio suficiente para que pasen buques del tamaño de Monolito. El centro de Kharzem es hueco, el lugar donde se encontraba Mila.
- M.C.3 Cuadrante (M.C.3 Quadrant)

Una zona de la Esfera llena de barreras de hielo.
- Nueva York (New York)

Lugar donde se encontraba el Hyperion, en un viejo multinivel de aparcamiento.
- Ningxia

Un bloque de China. Había un acuerdo con la Esfera que, a cambio de la paz, la dictadura tiene la mitad de las piedras minadas por el bloque. Pero la presión mayor fue que la Esfera quería todo. Ahí vive un amigo de Vector, un seijin de edad, Hailong Zalo. Fue tomada por la Esfera, pero fue liberado. Lee, aprendiz de Zalo, fue puesto a cargo de la protección de Ningxia, y la Esfera nunca regresó.
- Puerto Ángel

Base de operaciones de los piratas y el hogar de cualquier persona que quiere vivir libre de la Esfera. Aunque la Esfera sabe dónde está Puerto Ángel, no se dan cuenta de que es el hogar de la Rebelión. En la cima de la colina, está el faro de Vector. Al igual que otros bloques, sin embargo, en Puerto Ángel hay siempre una escasez de agua, y que habrá que robar de la Esfera o comprarlo, porque las minas privadas de agua son casi inexistentes. Puerto Ángel ha creado una serie de sistemas de alerta temprana, como una cabina de teléfono antiguo, para alertarlos cuando la Esfera se está acercando.
- París

Está rodeado por una tormenta grande, lo que hace casi imposible acceder. De vez en cuando, la nube puede hacer una apertura para los buques y que la luz pase a través. Una vez que se cierra, un buque atrapado en la tormenta recibe un desgarro.
- Vandergaard

Hogar de Darius, hermano de Oslo.
- Stonehenge

Base rebelde abandonada.
- Kondratti

El bloque que contiene el Libro de los mundos. Parece ser la ciudad de Venecia.
- Temuera

Una serie de bloques en un arma antigua que se llama "El Origen". El origen se rumorea que es para aumentar los poderes seijin.

### Episodios
La serie consta de un total de 26 episodios, en su primera temporada.
- Datos: Q586467